# Windows Home Server 2011
Windows Home Server 2011 (codenaam Vail), ook wel Windows Server V2 genaamd, is een besturingssysteem voor home servers ontwikkeld door Microsoft. Het is de opvolger voor Windows Home Server.
Windows Home Server 2011 werd uitgebracht op 6 april 2011. Deze versie voegt ondersteuning toe voor Windows 7 en wordt beschouwd als een "grote uitgave". Windows Home Server 2011 is gebaseerd op Windows Server 2008 R2 en ondersteunt alleen 64 bit-hardware. 